# Чемпіонат Азії з боротьби
Чемпіонат Азії з боротьби — континентальний чемпіонат з вільної і греко-римської боротьби серед спортсменів країн Азії, організований Азійським об'єднаним комітетом з боротьби (англ. Asian Associated Wrestling Committee — AAWC).
Перший чоловічий турнір з вільної боротьби був проведений у 1979 році, з греко-римської боротьби — у 1983, жіночий турнір з вільної боротьби — у 1996 році. До 2003 року змагання проводились нерегулярно, після цього — щорічно.

## Турніри
| Год  | Дата                | Місце проведення | Переможець        | Переможець               | Переможець        |
| Год  | Дата                | Місце проведення | Вільний стиль (ч) | Греко-римський стиль (ч) | Вільний стиль (ж) |
| ---- | ------------------- | ---------------- | ----------------- | ------------------------ | ----------------- |
| 1979 | 8-11 листопада      | Джаландхар       | Іран              | —                        | —                 |
| 1981 | 1-4 грудня          | Лахор            | Іран              | —                        | —                 |
| 1983 | 8-11 листопада      | Тегеран          | Іран              | Іран                     | —                 |
| 1987 | 13-17 жовтня        | Мумбаї           | Іран              | Японія                   | —                 |
| 1988 | 12-16 грудня        | Ісламабад        | Іран              | —                        | —                 |
| 1989 | 30 червня — 2 липня | Оарай            | Іран              | Південна Корея           | —                 |
| 1991 | 17-19 квітня        | Нью-Делі         | Іран              | —                        | —                 |
| 1991 | 16-18 травня        | Тегеран          | —                 | Південна Корея           | —                 |
| 1992 | 7-10 апреля         | Тегеран          | Іран              | Південна Корея           | —                 |
| 1993 | 16-18 квітня        | Улан-Батор       | Іран              | —                        | —                 |
| 1993 | 23-25 квітня        | Хіросіма         | —                 | Південна Корея           | —                 |
| 1995 | 27 червня — 3 липня | Маніла           | Іран              | Казахстан                | —                 |
| 1996 | 4-10 квітня         | Сяошань          | Іран              | Південна Корея           | Японія            |
| 1997 | 12-18 квітня        | Тегеран          | Іран              | Південна Корея           | —                 |
| 1997 | 20-21 липня         | Тайбей           | —                 | —                        | Японія            |
| 1999 | 25-30 травня        | Ташкент          | Узбекистан        | Узбекистан               | Японія            |
| 2000 | 27-28 квітня        | Гуйлінь          | Узбекистан        | —                        | —                 |
| 2000 | 5-7 травня          | Сеул             | —                 | Південна Корея           | Японія            |
| 2001 | 5-10 червня         | Улан-Батор       | Іран              | Іран                     | КНР               |
| 2003 | 5-8 червня          | Нью-Делі         | Іран              | Іран                     | Японія            |
| 2004 | 16-18 квітня        | Тегеран          | Іран              | —                        | —                 |
| 2004 | 5-9 травня          | Алма-Ата         | —                 | Казахстан                | —                 |
| 2004 | 20-22 травня        | Токіо            | —                 | —                        | Японія            |
| 2005 | 24-29 травня        | Ухань            | Іран              | Південна Корея           | Японія            |
| 2006 | 4-9 квітня          | Алма-Ата         | Іран              | Казахстан                | Японія            |
| 2007 | 8-13 травня         | Бішкек           | Іран              | Іран                     | КНР               |
| 2008 | 18-23 березня       | Чеджу            | Японія            | Іран                     | Японія            |
| 2009 | 2-7 травня          | Паттая           | Іран              | Іран                     | КНР               |
| 2010 | 12-16 травня        | Нью-Делі         | Іран              | Південна Корея           | КНР               |
| 2011 | 19-22 травня        | Ташкент          | Узбекистан        | Іран                     | Японія            |
| 2012 | 16-19 лютого        | Кумі             | Іран              | Іран                     | КНР               |
| 2013 | 18-22 квітня        | Нью-Делі         | Індія             | Південна Корея           | КНР               |
| 2014 | 23-27 квітня        | Астана           | Іран              | Казахстан                | Японія            |
| 2015 | 6–10 травня         | Доха             | Іран              | Іран                     | Японія            |
| 2016 | 17–21 лютого        | Бангкок          | Іран              | Іран                     | КНР               |
| 2017 | 10–14 травня        | Нью-Делі         | Іран              | Іран                     | Японія            |
| 2018 | 27 лютого–4 березня | Бішкек           | Узбекистан        | Казахстан                | КНР               |
| 2019 | 23–28 квітня        | Сіань            | Іран              | Іран                     | Японія            |
| 2020 | 18–23 лютого        | Нью-Делі         | Іран              | Іран                     | Японія            |
| 2021 | 13-18 квітня        | Алмати           | Іран              | Іран                     | Монголія          |
| 2022 | 19-24 квітня        | Улан-Батор       | Іран              | Казахстан                | Японія            |
| 2023 | 9-14 квітня         | Астана           | Казахстан         | Іран                     | Японія            |
| 2024 | 11-16 квітня        | Бішкек           | Іран              | Іран                     | Японія            |

## Медалі в командному заліку
| Страна         | Вільний стиль (ч) | Греко-римський стиль (ч) | Вільний стиль (ж) | Всього |
| -------------- | ----------------- | ------------------------ | ----------------- | ------ |
| Іран           | 30                | 16                       | 0                 | 46     |
| Японія         | 1                 | 1                        | 18                | 20     |
| Південна Корея | 0                 | 10                       | 0                 | 10     |
| КНР            | 0                 | 0                        | 8                 | 8      |
| Казахстан      | 1                 | 6                        | 0                 | 7      |
| Узбекистан     | 4                 | 1                        | 0                 | 5      |
| Індія          | 1                 | 0                        | 0                 | 1      |
| Монголія       | 0                 | 0                        | 1                 | 1      |

## Загальний залік (індивідуальні нагороди)
| Місце               | Країна              | Золото | Срібло | Бронза | Загалом |
| ------------------- | ------------------- | ------ | ------ | ------ | ------- |
| 1                   | Іран                | 237    | 95     | 132    | 464     |
| 2                   | Японія              | 153    | 122    | 161    | 436     |
| 3                   | Казахстан           | 90     | 93     | 156    | 339     |
| 4                   | Південна Корея      | 85     | 79     | 131    | 295     |
| 5                   | КНР                 | 70     | 74     | 133    | 277     |
| 6                   | Узбекистан          | 48     | 58     | 94     | 200     |
| 7                   | Киргизстан          | 37     | 49     | 96     | 182     |
| 8                   | Північна Корея      | 37     | 37     | 40     | 114     |
| 9                   | Монголія            | 28     | 89     | 118    | 235     |
| 10                  | Індія               | 25     | 82     | 137    | 244     |
| 11                  | Сирія               | 4      | 2      | 2      | 8       |
| 12                  | Бахрейн             | 3      | 0      | 7      | 10      |
| 13                  | Китайський Тайбей   | 1      | 14     | 19     | 34      |
| 14                  | Таджикистан         | 1      | 9      | 13     | 23      |
| 15                  | Пакистан            | 1      | 9      | 8      | 18      |
| 16                  | Ірак                | 1      | 2      | 13     | 16      |
| 17                  | Туркменістан        | 1      | 2      | 5      | 8       |
| –                   | США (Guest)         | 1      | 0      | 0      | 1       |
| 18                  | В'єтнам             | 0      | 5      | 12     | 17      |
| 19                  | Таїланд             | 0      | 2      | 0      | 2       |
| 20                  | Йорданія            | 0      | 1      | 4      | 5       |
| 21                  | Катар               | 0      | 1      | 0      | 1       |
| 22                  | Філіппіни           | 0      | 0      | 2      | 2       |
| Загалом (22 збірні) | Загалом (22 збірні) | 823    | 825    | 1283   | 2931    |